# Т-Рекс: Исчезновение динозавров
«Т-Рекс: Исчезновение динозавров» (англ. T-Rex: Back to the Cretaceous) — фильм режиссёра Леонарда Бретта. Снят в формате IMAX 3D.
Съёмки фильма начались 22 сентября 1997 года в провинциальном парке Дайносор (англ. Dinosaur Provincial Park) расположенном на рельефе типа бедленд в Канадской провинции Альберта.

## Сюжет
16-летняя Хайден (Лиз Штаубер) — дочь всемирно известного палеонтолога и куратора палеонтологического музея (Питер Хортон). Она любит динозавров и очень хочет сопровождать отца в ходе его очередных раскопок, однако отец считает, что экспедиция опасна и с собой её не берёт.
В то время, когда отец находится в отъезде, в его лаборатории происходит загадочная катастрофа и Лиз вместе с помощником отца (Кари Колеман) волшебным образом переносится назад во времени, в меловой период.

## В ролях
| Актёр        | Роль        |
| ------------ | ----------- |
| Питер Хортон |             |
| Лиз Стобер   | Элли Хейден |
| Кари Колеман |             |